# Gianluca Farina
Gianluca Farina, italijanski veslač, * 15. december 1962.
Farina je za Italijo nastopil na Poletnih olimpijskih igrah 1988 in 1992.
V Seulu je v dvojnem četvercu osvojil zlato medaljo , štiri leta kasneje pa je v istem čolnu osvojil bron .